# بیاجیو پاگانو
بیاجیو پاگانو (انگلیسی: Biagio Pagano؛ زادهٔ ۲۹ ژانویهٔ ۱۹۸۳) بازیکن فوتبال اهل ایتالیا است.
از باشگاه‌هایی که در آن بازی کرده‌است می‌توان به باشگاه فوتبال رجینا، باشگاه فوتبال مودنا، باشگاه فوتبال تورینو، باشگاه فوتبال باری، باشگاه فوتبال سمپدوریا، باشگاه فوتبال آ. ث. لومتزانه، باشگاه فوتبال آتالانتا، و باشگاه فوتبال لیورنو اشاره کرد.
وی همچنین در تیم‌های ملی فوتبال زیر ۱۷ سال ایتالیا، زیر ۱۸ سال ایتالیا، زیر ۲۰ سال ایتالیا، و زیر ۲۱ سال ایتالیا بازی کرده‌است.